# Potapivka, Hluhiv
Potapivka (în ucraineană Потапівка) este un sat în comuna Sopîci din raionul Hluhiv, regiunea Sumî, Ucraina.

## Demografie
Componența lingvistică a localității Potapivka
     Rusă (100%)
Conform recensământului din 2001, toată populația localității Potapivka era vorbitoare de rusă (100%).